# Cârnatul Pasqualora
Cârnatul Pasqualora este un cârnat tipic sicilian din carne de porc. Este un produs inclus în lista produselor agroalimentare tradiționale italiene (PAT) a Ministerului Politicilor Agricole, Alimentare și Silvice (Mipaaf).

## Etimologie
Numele derivă din obiceiul de a păstra unele bucăți de carne de porc sacrificat în Săptămâna Mare pentru umplut și consumat ulterior în timpul verii.

## Teritoriu
Cârnatul Pasqualora este recunoscut ca un produs agroalimentar tipic sicilian, originar din municipalitățile Trapani, Erice, Valderice, Paceco, Misiliscemi, Calatafimi, Alcamo, Castellammare del Golfo, Buseto Palizzolo, San Vito Lo Capo, Custonaci. Cu toate acestea, prepararea sa este răspândită și în alte zone ale Siciliei, în special cele muntoase. Există, de asemenea, cârnatul Pasqualora din Caccamo sau Caccamese din provincia Palermo, care a fost inclus în Arca Gustului Slow Food.

## Caracteristici
Acest produs era deja cunoscut în Roma antică, a fost menționat de Virgil în Georgice. Este un cârnat făcut doar din carne de porc, tăiată cu vârful cuțitului sau tocată cu ajutorul unei plăci cu găuri mari, produs cu adaos de sare (30 de grame pe kilogram), piper negru (5 grame pe kilogram), ardei iute, vin alb și semințe de fenicul sălbatic. Odată produsă, este lăsată la maturat timp de una sau două săptămâni. Poate fi preparată la grătar, dar se consumă mai ales crudă, ca și cum ar fi un salam. Are o formă alungită de „U”.